# Keiichi Satō (Skispringer)
Keiichi Satō (jap. 佐藤 慧一, Satō Keiichi; * 27. Juli 1997 in Shimokawa, Hokkaidō) ist ein japanischer Skispringer.

## Werdegang
Satō gab sein internationales Debüt im März 2014 im Rahmen von zwei FIS-Springen in Sapporo. Im Juli 2014 sprang er erstmals im FIS Cup und erreichte dabei auf der Trambulina Valea Cărbunării im rumänischen Râșnov einen siebten und einen zweiten Platz. Trotzdem wurde er erst knapp zwei Jahre später wieder außerhalb Japans eingesetzt, als er im finnischen Kuopio nach zwei FIS-Cup-Springen auch erstmals im Skisprung-Continental-Cup eingesetzt wurde. Landete er bei seinem ersten Continental-Cup-Springen am 20. August 2016 noch weit abgeschlagen auf Rang 53, so konnte er sich am Folgetag als 28. seine beiden ersten Continental-Cup-Punkte erspringen.
Trotz dieses kleinen Erfolges blieben Auswärtseinsätze weiterhin Mangelware und im Continental-Cup kam er erstmals wieder im Januar 2019 auf der Ōkurayama-Schanze in Sapporo zum Einsatz, wobei er als 15. und Sechster zweimal Punkten konnte. Daraufhin wurde er für die nationale Gruppe der Japaner bei den ebenfalls auf der Ōkurayama-Schanze ausgetragenen Weltcup-Springen nominiert. Nachdem er die Qualifikation überstanden hatte, gab er am 26. Januar 2019 sein Debüt im Weltcup und konnte als 26. gleich in die Punkteränge springen. Am nächsten Tag konnte er sich als 23. noch einmal verbessern. Nach diesen Erfolgen wurde er im Februar 2019 für vier Continental-Cup-Springen in Deutschland nominiert und kam bei allen vier Springen jeweils in die Punkteränge. Am 23. und 24. Februar 2019 erreichte er mit zwei fünften Plätzen auf der Inselbergschanze in Brotterode seine besten Continental-Cup-Saisonergebnisse.
Im Sommer 2019 startete Satō zunächst im Continental Cup. Mitte Juli gewann er dabei im kasachischen Schtschutschinsk vor seinem Teamkollegen Naoki Nakamura sein erstes Continental-Cup-Springen. Zum Auftakt des Skisprung-Grand-Prix 2019 in Wisła sprang Satō bei seinem Debüt direkt unter die besten Zehn. Gemeinsam mit Nakamura, Yukiya Satō sowie Junshirō Kobayashi gewann er Mitte August in Zakopane das Teamspringen. Im heimischen Hakuba erreichte er eine Woche später erstmals das Podest. Zu Beginn des Winters 2019/20 machte er sich erneut mit Podestplatzierungen im Continental Cup auf sich aufmerksam und wurde so Mitte Dezember für die Weltcup-Springen von der Gross-Titlis-Schanze in Engelberg berufen. An beiden Wettkampftagen sprang er in die Punkteränge, sodass er auch für die Vierschanzentournee 2019/20 nominiert wurde. Mit durchwachsenen Leistungen belegte er in der Tournee-Gesamtwertung Rang 32, blieb aber dennoch im japanischen Weltcup-Team. Ende Januar 2020 in Zakopane wurde er bei seinem ersten Weltcup-Teamspringen Vierter. Im weiteren Saisonverlauf erreichte Satō regelmäßig die Punkteränge und erzielte sein bestes Saisonergebnis mit dem zwölften Platz im heimischen Sapporo. In der Weltcupgesamtwertung belegte er Rang 34. In der Saison 2020/21 wurde er von Beginn an im Weltcup eingesetzt und konnte bereits beim Auftaktspringen in Wisła vierzehn Punkte gewinnen. Am dritten Wettkampfwochenende belegte er beim zweiten Einzelspringen von der Tramplin Stork in Nischni Tagil den fünften Platz und erreichte so erstmals eine Weltcup-Platzierung unter den besten Zehn. Bei der Vierschanzentournee 2020/21 belegte er den 14. Platz. Am Saisonende wurde er 20. im Gesamtweltcup und erreichte damit seine bisher beste Platzierung.

## Erfolge

### Grand-Prix-Siege im Team
| Nr. | Datum           | Ort      | Typ         |
| --- | --------------- | -------- | ----------- |
| 1.  | 17. August 2019 | Zakopane | Großschanze |

### Continental-Cup-Siege im Einzel
| Nr. | Datum             | Ort              | Typ         |
| --- | ----------------- | ---------------- | ----------- |
| 1.  | 14. Juli 2019     | Schtschutschinsk | Großschanze |
| 2.  | 14. Dezember 2019 | Kuusamo          | Großschanze |

## Statistik

### Weltcup-Platzierungen
| Saison  | Platz | Punkte |
| ------- | ----- | ------ |
| 2018/19 | 056.  | 013    |
| 2019/20 | 034.  | 109    |
| 2020/21 | 020.  | 291    |
| 2021/22 | 049.  | 038    |
| 2023/24 | 064.  | 003    |
| 2024/25 | 058.  | 010    |

### Grand-Prix-Platzierungen
| Saison | Platz | Punkte |
| ------ | ----- | ------ |
| 2019   | 007.  | 213    |
| 2022   | 025.  | 058    |
| 2023   | 047.  | 040    |
| 2024   | 015.  | 1551   |

### Continental-Cup-Platzierungen
| Saison  | Sommer | Sommer | Winter | Winter | Gesamt | Gesamt |
| Saison  | Platz  | Punkte | Platz  | Punkte | Platz  | Punkte |
| ------- | ------ | ------ | ------ | ------ | ------ | ------ |
| 2016/17 | 096.   | 003    | –      | –      | 169.   | 003    |
| 2018/19 | –      | –      | 030.   | 206    | 043.   | 206    |
| 2019/20 | 013.   | 230    | 020.   | 276    | 016.   | 506    |
| 2022/23 | –      | –      | 063.   | 041    | 079.   | 041    |
| 2023/24 | –      | –      | 047.   | 094    | 045.   | 094    |
| 2024/25 | –      | –      | 065.   | 029    | 081.   | 029    |